# 프리미엄 (사업 모형)
프리미엄(영어: freemium)은 기본적인 서비스와 제품은 무료로 제공하고, 고급 기능과 특수 기능에 대해서는 요금을 부과하는 방식의 비즈니스 모델이다. 비디오 게임의 경우 프리투플레이(free-to-play, F2P)라고 한다.

## 어원 및 유래
프리미엄(Freemium)이라는 단어는 무료(Free)와 할증을 의미하는 프리미엄(Premium)이라는 비즈니스 모델의 두 측면을 결합하여 만들어진 혼성어이다. 프리미엄의 비즈니스 모델은 Web 2.0 기업의 인기를 얻었다.
프리미엄의 비즈니스 모델은 2006년 3월 23일 벤처 투자자 프레드 윌슨에 의해 명확하게 나타났다.
이 비즈니스 모델을 설명한 후, 프레드 윌슨은 그것을 뭐라고 부를지 제안을 모집했다. 몇 시간 이내에 30개 이상의 이름이 프레드의 블로그 독자로부터 제안되었다. 그 제안 중 하나는 프레드 윌슨의 포트폴리오 회사 중 하나 알라크라의 재리드 러킨(Jarid Lukin)으로부터 도착했다. 러킨은 프리미엄(Freemium)이라는 용어를 만들고 윌슨과 그의 독자는 그 비즈니스 모델을 위해 그것을 채택했다. 그 후, 이 용어는 미국의 와이어드 잡지의 편집장에 의해 소개되었다.

## 같이 보기
- 부분 유료화
- 프리미엄
- 언어 자율 학습 프로그램 목록